# Прислоп
Прислоп (словац. Príslop) — село в Словаччині, Снинському окрузі Пряшівського краю. Розташоване в північно-східному куті Словаччини біля кордону з Польщею та з Україною.

## Історія
Давнє лемківське село. Вперше згадується у 1568 році.

## Населення
| Рік:            | 1993 | 2003     | 2013     | 2023     |
| --------------- | ---- | -------- | -------- | -------- |
| Кількість осіб: | 98   | 67       | 59       | 37       |
| Різниця:        |      | -31,63 % | -11,94 % | -37,28 % |

| Рік:            | 2022 | 2023   |
| --------------- | ---- | ------ |
| Кількість осіб: | 40   | 37     |
| Різниця:        |      | -7,5 % |

В селі проживає 63 особи.
Національний склад населення (за даними останнього перепису населення — 2001 року):
- словаки — 73,61 %
- русини — 18,06 %
- українці — 5,56 %
- чехи — 1,39 %

Склад населення за приналежністю до релігії станом на 2001 рік:
- греко-католики: 61,11 %
- православні: 36,11 %
- римо-католики: 1,39 %,
- не вважають себе віруючими або не належать до жодної вищезгаданої церкви: 1,39 %